# Malawi ai Giochi della XXXI Olimpiade
Il Malawi ha partecipato ai Giochi della XXXI Olimpiade, che si sono svolti a Rio de Janeiro, Brasile, dal 5 al 21 agosto 2016, con una delegazione di cinque atleti impegnati in tre discipline. Portabandiera alla cerimonia di apertura è stato il mezzofondista Kefasi Chitsala.
Si tratta della decima partecipazione di questo paese ai Giochi. Così come nelle precedenti edizioni, non sono state conquistate medaglie.

## Atletica leggera
- 5000 m maschili - 1 atleta (Kefasi Chitsala)
- Maratona femminile - 1 atleta (Tereza Master)

## Nuoto
- 50 m stile libero maschili - 1 atleta (Brave Lifa)
- 50 m stile libero femminili - 1 atleta (Zahra Pinto)

## Tiro con l'arco
- Individuale maschile - 1 atleta (Areneo David)